# Nicole Fontaine
Nicole Fontaine (Grainville-Ymauville, 16. siječnja 1942.), francuska političarka, predsjednica Europskog parlamenta od srpnja 1999. do siječnja 2002. Članica je Saveza za narodni pokret odnosno Europske pučke stranke unutar parlamenta.